# Baierbrunn
Baierbrunn là một đô thị thuộc huyện Munich bang Bayern nước Đức.